# 환호
환호(歡呼, 영어: acclamation)는 널리 받아들이는 일반적인 의미에서 투표용지를 사용하지 않는 선거의 한 형태이다. 또한 환호는 전례적 인사나 수용, 확인을 명백하게 표현하는 것을 말한다.

## 선거
교황 클레멘스 2세는 성직자들과 백성들의 환호(acclamatio)를 받아 교황좌에 올랐다.

## 가톨릭 전례
미사 거행은 공동체 행위라는 특성을 지니므로 사제가 함께 모인 신자들 사이의 대화와 환호는 매우 중요하다.
사제의 인사와 기도에 대한 신자들의 환호와 응답은 그들이 한층 더 활발하게 참여하도록 도와준다.
미사 전례에서 교우들이 하는 환호는 다음과 같다.

### 시작예식에서 환호
- 자비송(키리에)(로마 미사 경본 총지침, 52항)
- 본기도에 대한 환호 아멘(로마 미사 경본 총지침, 54항)

### 말씀전례에서 환호
- 독서와 복음 후의 환호 주님의 말씀입니다.(로마 미사 경본 총지침, 59항)
- 복음 환호송(알렐루야와 복음 전 노래)(로마 미사 경본 총지침, 37항.62항)
- 환호 주님, 영광 받으소서.(로마 미사 경본 총지침, 60항)
- 환호 주님, 저희의 기도를 들어주소서.(로마 미사 경본 총지침, 71항)

### 성찬전례에서 환호
- 예물 준비 때에 환호 하느님, 길이 찬미받으소서.(로마 미사 경본 총지침, 142항)
- 예물 기도에 대한 환호 아멘(로마 미사 경본 총지침, 77항)
- 환호 거룩하시도다(상투스)(로마 미사 경본 총지침, 43항.79항)
- 축성 다음 '신앙의 신비여'에 대한 기념 환호: 가) 주님께서 오실 때까지 주님의 죽음을 전하며..., 나) 주님께서 오실 때까지 이 빵을 먹고..., 다) 십자가와 부활로... (로마 미사 경본 총지침, 37항)
- '그리스도를 통하여'에 대한 환호 아멘(로마 미사 경본 총지침, 89항)
- 주님의 기도 다음 후속기도에 이어지는 '영광의 환호': 주님께 나라와 권능과 영광이... (로마 미사 경본 총지침, 81항)
- 영성체 후 기도에 대한 환호 아멘(로마 미사 경본 총지침, 89항)